# Lily Loveless
Lily May Loveless (Londra, 16 aprile 1990) è un'attrice e ballerina britannica, conosciuta soprattutto per aver interpretato il ruolo di Naomi Campbell nella terza e quarta stagione della serie televisiva Skins.

## Biografia
Lily ha frequentato la scuola elementare Millfields Community e la scuola media cattolica Cardinal Pole, entrambe situate ad Hackney, Londra est. Quando ha iniziato a recitare, ha avuto un contratto con l'agenzia manageriale YAT (Young Actors Theatre Management). Per quanto riguarda i suoi gusti musicali personali, in un'intervista ha espresso la sua passione per l'indie rock ed ha rivelato che suona il pianoforte.
Lily ha debuttato come attrice nella terza serie di Skins, interpretando il personaggio di Naomi Campbell, ragazza lesbica ed attivista politica senza peli sulla lingua. Parlando in un'intervista della sua performance, si è identificata in una versione meno estrema di Naomi, ed ha descritto le scene più intense, come quelle sessuali, come positive per la sua esperienza.
Prima di debuttare come attrice, Lily danzava nella Psychotic Dance Company, una compagnia di danza specializzata in balli di strada e stili urbani. Nel 2007, Lily ha ricevuto il premio Jack Petchey Achievement Award, ed a giugno dello stesso anno si è esibita con la compagnia al carnevale di Tottenham.

## Filmografia

### Cinema
- Sket, regia di Nirpal Bhogal (2011)
- Candle to Water, regia di Nihat Seven (2012)
- Fear of Water, regia di Kate Lane (2013)
- Set the Thames on Fire, regia di Ben Charles Edwards (2015)
- We the Kings, regia di Lauren Mackenzie (2018)

### Televisione
- Skins – serie TV, 19 episodi (2009-2013)
- Thorne: Sleepyhead – miniserie TV (2010)
- Combat Kids – serie TV, episodi 1x01-1x02-1x03 (2010)
- I fantasmi di Bedlam (Bedlam) – serie TV, episodio 1x03 (2011)
- Le avventure di Sarah Jane (The Sarah Jane Adventures) – serie TV, episodi 5x03-5x04 (2011)
- The Fades – serie TV, 6 episodi (2011)
- Wallander – serie TV, episodio 3x03 (2012)
- Good Cop – serie TV, episodio 1x04 (2012)
- The Crash – serie TV, 2 episodi (2013)
- DCI Banks – serie TV, 4 episodi (2014)
- The Great War: The People's Story – serie TV, 2 episodi (2015)
- Cuffs – miniserie TV, episodio 1x01 (2015)
- The Musketeers – serie TV, 2 episodi (2016)
- The Royals – serie TV, 3 episodi (2018)
- The Stranger – miniserie TV, 7 puntate (2020)

### Cortometraggi
- Seven P.M., regia di Anetta Jones (2010)
- Hit and Run, regia di Al Mackay (2011)
- Mugged, regia di James Ward (2014)
- The Jeanmaker, regia di Hugo Keijzer (2015)
- 322, regia di Jack Thornton (2016)
- The Cost of Living, regia di Alice Trueman (2021)

### Videoclip musicali
- Filth dei A Band Of Buriers (2012)
- That's Why God Made The Radio di The Beach Boys (2012)

## Doppiatrici italiane
Nelle versioni in italiano dei suoi film, Lily Loveless è stata doppiata da:
- Eleonora Reti[6] in Skins[7], The Stranger[8]